# Chrysopogon lancearius
Chrysopogon lancearius là một loài thực vật có hoa trong họ Hòa thảo. Loài này được (Hook.f.) Haines mô tả khoa học đầu tiên năm 1924.